# 遊戲人生ZERO
《NO GAME NO LIFE 遊戲人生 ZERO》是一部日本動畫電影，改編自榎宮祐的輕小說《NO GAME NO LIFE 遊戲人生》第6卷內容，電影由MADHOUSE製作和石塚敦子導演。2017年7月15日起在日本全國首映。 馬來西亞在2017年9月16日上映。汶萊則是在2017年10月19日上映。印尼於2017年10月25日上映。香港於2017年10月26日上映。新加坡於2017年11月2日上映，台灣於2017年12月8日－12月13日限期上映4DX版，並從12月13日起開始上映數位版。BD/DVD於2018年2月23日發售。中国大陆于2019年7月19日上映。

## 故事簡介
主角（里克）在探查廢墟時，遇到了機凱種的少女休比，休比表示想要了解人類的「心」而與里克回到人類的部落。在與里克相處的過程中兩人漸漸喜歡上對方，并且在其姐姐科洛尼的见证下结为夫妻。為了結束大戰，休比独自一人在埋「通行管制」的過程中被天翼種「吉普莉爾」所殺，之後里克成功寻找出星杯、并且創造出唯一的神「特圖」使用星杯结束了大战。

## 登場角色
里克·多拉（Riku Doura，聲：（日）松岡禎丞；（陸）謝添天；（港）黃尉斯）
大戰時期的人類，十八歲時率領著近二千人的部落作戰，通嘵地精语、森精语、妖精语、妖魔语及兽人语。
七歲時遇上龍精種與機凱種交戰，「焉龍」亞蘭雷夫發射的「崩哮」因機凱種的「通行管制」而偏離目標，直接毀滅了里克的故鄉，使他失去雙親，之後被克洛妮·多拉（克瓏）收留。十三歲時部落再次在天翼種和龍精種交戰中被毀，因表現異常冷靜而成為部落領袖。為了讓部落能夠繼續殘存，五年內命令一共四十八人為部落犧牲生命，為此感到內疚。平時隱藏自己的真心，在外忍耐著扮演虛假的自己，只有單獨在房間時才發洩自己真實的情緒。
在探查森精種被天翼種（吉普莉爾）摧毀的廢都時遇上休比。向休比曝露出自己的真心：「不希望任何人死」，並獲休比告知大戰和「星杯」的關係。十九歲時率領休比和177個「幽靈」計劃結束戰爭，同時向休比求婚，為史上第一次跨種族通婚。
策劃誘導各種族遠離露西亞大陸，讓人類能獲得更大的生存空間；並布置機凱種的「通行管制」引導各族交戰的力量貫穿行星核心，藉此顯現「星杯」。過程中為騙過森精種而吞服死灰並將之塗抹全身，導致一眼失明、左手喪失、皮膚毀壞須終身纏布而且內臟半毀。休比犧牲後成為機凱體認定的「意志者」，並指揮他們繼續行動，最終成功顯現星杯，但自己也被匯聚的精灵回廊力量吞噬，終年二十歲。
自小常獨自與假想的少年對弈但從未獲勝。臨死前進行生平唯一一次祈禱，憑信念活化假想的「遊戲之神」，使最後一位神靈種特圖誕生，獲得星杯成為「唯一神」結束戰爭。大戰後由克瓏代替里克下了預定的棋步，將棋局弄至長將（一方在有其他下法時，連續用同一個或數個棋子在幾個位置循環不斷將軍），形成和局。
因為是「幽靈」，因此不被任何史書所記載。
特圖評價里克與休比比空白還要堅強。但伊綱卻認為正因如此，所以空白絕不會自我欺騙，反而不會犯下里克和休比的同樣錯誤。
休比·多拉（Shuvi Doura，聲：（日）茅野愛衣；（陸）醋醋；（港）楊婉潼）
外表看起來只有十歲左右的機凱種少女。黑髮。機體識別碼是「Üc207號機Pr型4f57t9機」。休比的名字是由里克·多拉把她自己所提出的「休瓦爾扎」（Schwarzer，是德文黑色之意）所改而成。在機凱種之中屬於性能在平均以下的「解析體」。
在機凱種與「焉龍」亞蘭雷夫帶領七隻隨從龍大規模交戰之際，首次遇見身處已毀部落、當時七歲的里克，對他以生存為優先的行動有所不解，於是產生名為「驚愕」的錯誤訊號，為了解析机凯种是否有「心」、「自我」和「灵魂」，過度對里克的行為解析而產生大量錯誤訊號，自體判定為會對全體機凱種帶來不良影響，因而被切斷與機凱種的連結，遭到报废。
為了知道「心」為何物，在十八歲的里克探查森精種被毀的廢都時，強行推倒里克並且奪去其初吻，之後與里克一同行動和生活，並告訴他關於大戰開始和結束的關鍵——唯一神的宝座「星杯」的資料。在里克為了結束戰爭而開始行動並向自己求婚時，向里克坦承是本族的「連結體」使用了「通行管制」轉移了部分的龍精種的「崩哮」而毀滅掉里克所在的部落，但里克卻「不在意過去既定的事實，並要以休比所在的世界努力活下去」。
在終結大戰的最後準備階段，為了設置能引導「星杯」顯現的「通行管制」中途遇到吉普莉爾，並請求愛因茲希將連結恢復，最後被判定為「雖然異常並且損壞，但其存在為貴重的樣本資料」，准許再次進行連結，而在同步時發現里克所給予的「心」是多麼的沉重（過去同步時間從未超過3秒，但是這次卻超過4分鐘），最後典開機凱種全兵裝對抗吉普莉爾，對著本身連結體創造出了「對未知用戰鬥演算」，並且成功迫使吉普莉爾使出天擊，讓全體機凱種獲得資料，並將機凱種術式「禁止進入」壓縮至十二公釐（mm）的保護範圍，成功保護了左手無名指上的結婚戒指。
因為全體機凱種共享了自己對里克的愛，死前被認定為「遺志體」，並由機凱種繼續執行「意志者」里克終結大戰的計劃。
克洛妮·多拉（Chronic Doura，聲：（日）日笠陽子；（港）成樂怡）
部落居民之一，與里克同齡，七歲時收留了避難而來的里克，一直自視為他姐姐。里克一直只叫她「克瓏」，直到和她訣別時才肯叫她全名及以「姐姐」相稱。
具有很好的認知能力，能夠修理地精種的望遠鏡，並且只聽一次有關於星杯的機制便理解。對里克完全信任，在察覺休比不是人類時幫忙瞞過部落眾人。
里克為結束戰爭化身「幽靈」展開行動，受他所託領導部落。為里克和休比作證婚，在繼承自祖父的寶石背面刻上三人姓名，加上裝飾掩飾作為信物。
大戰結束後於艾爾奇亞建國領導人類種，是原王族史蒂芙的直系祖先，並被稱頌為「生涯没有人见过她哭泣的模样，充满知性与笑容，引导『大战』终结後的人类种才女，是多拉家的驕傲」。原本為里克夫婦證婚的寶石亦成為多拉家的傳家之寶。

## 製作人員
- 原作、角色原案：榎宮祐（MF文庫J《NO GAME NO LIFE 遊戲人生》／KADOKAWA刊）[7]
- 監督：石塚敦子
- 劇本：花田十輝
- 角色設計、總作畫監督：田崎聰
- 概念藝術：發智和宏
- 美術監督：岩瀨榮治
- 美術設定：大平司
- 色彩設計：大野春惠
- CG總監：鈴木正史
- 攝影監督：川下裕樹、伏原茜
- 編輯：木村佳史子
- 音樂：藤澤慶昌
- 音樂製作：KADOKAWA
- 音響監督：明田川仁
- 音響效果：小山恭正
- 音響制作：MAGIC CAPSULE
- 動畫製作：MADHOUSE
- 發行：角川ANIMATION
- 製作：NO GAME NO LIFE 遊戲人生 ZERO製作委員會

## 主題曲
《THERE IS A REASON》
作詞：岩里祐穗；作曲：High Driver；編曲：宮崎誠；主唱：鈴木木乃美

## 外部連結
- 官方网站 （日語）
- 遊戲人生ZERO（動畫）在動畫新聞網百科全書中的資料（英文）
- 豆瓣电影上《遊戲人生ZERO》的資料 （简体中文）